# Snöfryle
Snöfryle (Luzula nivalis) är en tågväxtart som först beskrevs av Lars Levi Læstadius, och fick sitt nu gällande namn av Spreng.. Snöfryle ingår i frylesläktet som ingår i familjen tågväxter. Artens livsmiljö är fjäll. Inga underarter finns listade i Catalogue of Life.